# André Cruz
André Alves da Cruz (Piracicaba, Brasil, 20 de septiembre de 1968), más conocido como André Cruz, es un exfutbolista brasileño que jugaba como defensa.

## Selección nacional
Fue internacional con la selección de fútbol de Brasil en 31 ocasiones y convirtió un gol. Fue campeón de la Copa América en 1989 y subcampeón en 1995, subcampeón de los Juegos Olímpicos en 1988 y de la Copa del Mundo en 1998, pese a no haber jugado ningún partido durante este último torneo.

### Participaciones en Copas del Mundo
| Mundial                               | Sede    | Resultado        | Partidos | Goles |
| ------------------------------------- | ------- | ---------------- | -------- | ----- |
| Copa Mundial de Fútbol Sub-16 de 1985 | China   | Tercer lugar     | 6        | 1     |
| Copa Mundial de Fútbol Sub-20 de 1987 | Chile   | Cuartos de final | 4        | 2     |
| Copa Mundial de Fútbol de 1998        | Francia | Subcampeón       | 0        | 0     |

### Participaciones en Juegos Olímpicos
| Olimpiada                     | Sede          | Resultado  | Partidos | Goles |
| ----------------------------- | ------------- | ---------- | -------- | ----- |
| Juegos Olímpicos de Seúl 1988 | Corea del Sur | Subcampeón | 6        | 1     |

### Participaciones en Copas América
| Copa                                   | Sede      | Resultado  |
| -------------------------------------- | --------- | ---------- |
| Campeonato Sudamericano Sub-16 de 1985 | Argentina | Subcampeón |
| Copa América 1989                      | Brasil    | Campeón    |
| Copa América 1995                      | Uruguay   | Subcampeón |

## Clubes
| Club              | País     | Año       |
| ----------------- | -------- | --------- |
| Ponte Preta       | Brasil   | 1986-1989 |
| Flamengo          | Brasil   | 1989-1990 |
| Standard de Lieja | Bélgica  | 1990-1994 |
| Napoli            | Italia   | 1994-1997 |
| Milan             | Italia   | 1997-1999 |
| Standard de Lieja | Bélgica  | 1999      |
| Torino            | Italia   | 1999      |
| Sporting CP       | Portugal | 1999-2002 |
| Goiás             | Brasil   | 2002-2003 |
| Internacional     | Brasil   | 2003-2004 |
| Goiás             | Brasil   | 2004      |

## Palmarés

### Campeonatos regionales
| Título            | Club          | País   | Año  |
| ----------------- | ------------- | ------ | ---- |
| Campeonato Goiano | Goiás         | Brasil | 2002 |
| Copa Centro-Oeste | Goiás         | Brasil | 2002 |
| Campeonato Gaúcho | Internacional | Brasil | 2003 |

### Campeonatos nacionales
| Título                | Club              | País     | Año  |
| --------------------- | ----------------- | -------- | ---- |
| Copa de Brasil        | Flamengo          | Brasil   | 1990 |
| Copa de Bélgica       | Standard de Lieja | Bélgica  | 1993 |
| Serie A               | Milan             | Italia   | 1999 |
| Primeira Liga         | Sporting CP       | Portugal | 2000 |
| Supercopa de Portugal | Sporting CP       | Portugal | 2000 |
| Primeira Liga         | Sporting CP       | Portugal | 2002 |
| Copa de Portugal      | Sporting CP       | Portugal | 2002 |

### Copas internacionales
| Título                          | Selección | Sede                          | Año  |
| ------------------------------- | --------- | ----------------------------- | ---- |
| Oro en los Juegos Panamericanos | Brasil    | Indianápolis (Estados Unidos) | 1987 |
| Copa América                    | Brasil    | Brasil                        | 1989 |